# Meiogyne monogyna
Meiogyne monogyna là loài thực vật có hoa thuộc họ Na. Loài này được (Merr.) Tien Ban mô tả khoa học đầu tiên năm 1974.